# Cacusan Clube do Futebol
Cacusan Clube do Futebol é um clube de futebol de Timor-Leste. A equipa disputará a terceira divisão nacional em 2020.

## Campeonatos
- Super Liga 2005-06: Eliminado na 1ª fase
- Liga Amadora 2016 - 2ª Divisão: Campeão
- Liga Amadora 2017 - 1ª Divisão: 6º colocado
- Liga Amadora 2018 - 1ª Divisão: Rebaixado
- Liga Amadora 2019 - 2ª Divisão: Rebaixado[1]